# تنباکوی کوهی
تنباکوی کوهی (نام علمی: Arnica montana) گیاهی است که به شکل خودرو در مرغزارها، جنگل‌های کوهستانی اروپای مرکزی و سیبری می‌روید. این گیاه کاربرد زیادی در فرآوری داروی پزشکی هومیوپاتی دارد که به شکل قرص، کرم و غیره ارائه می‌شود.

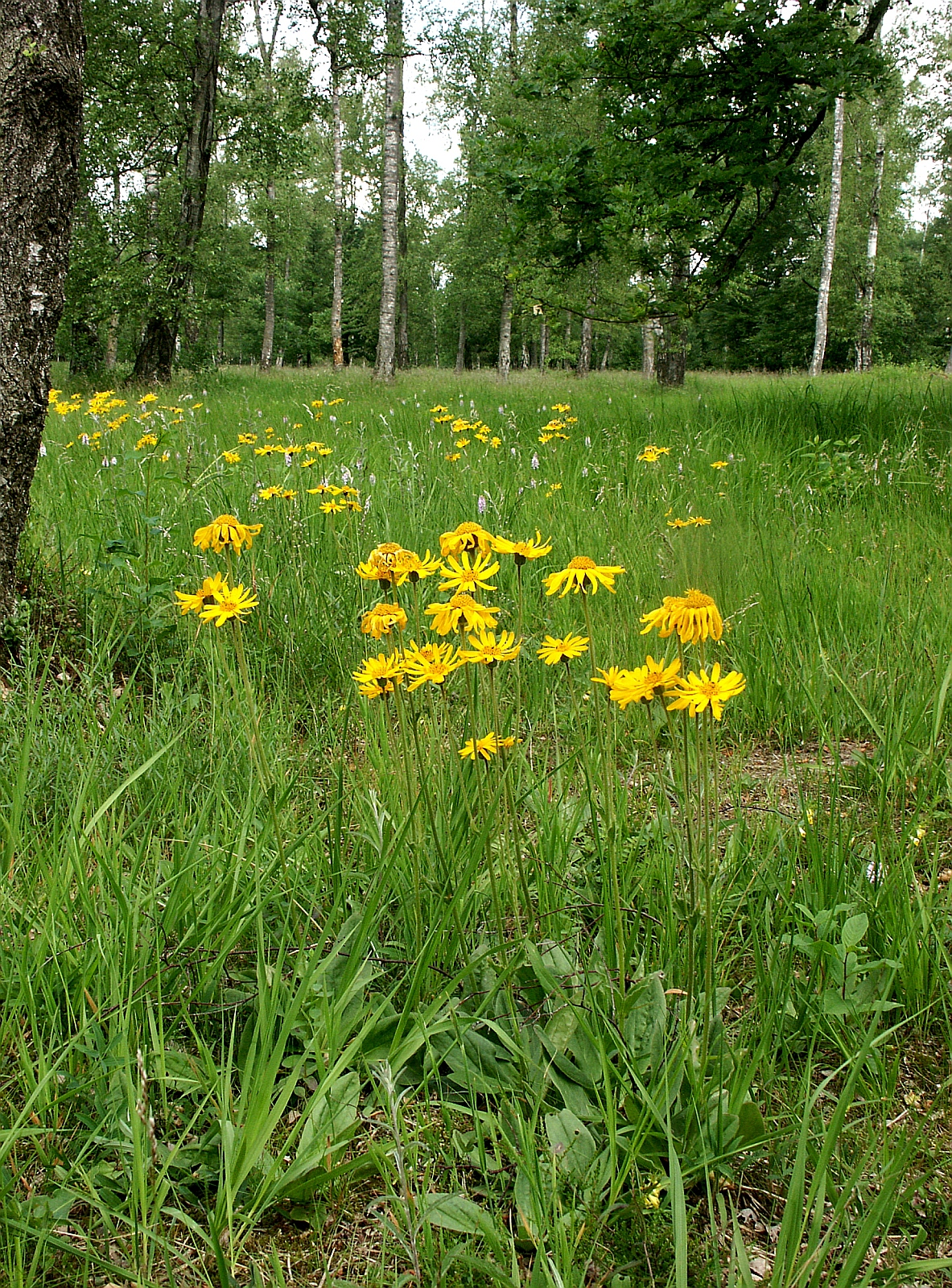
تنباکوی کوهی

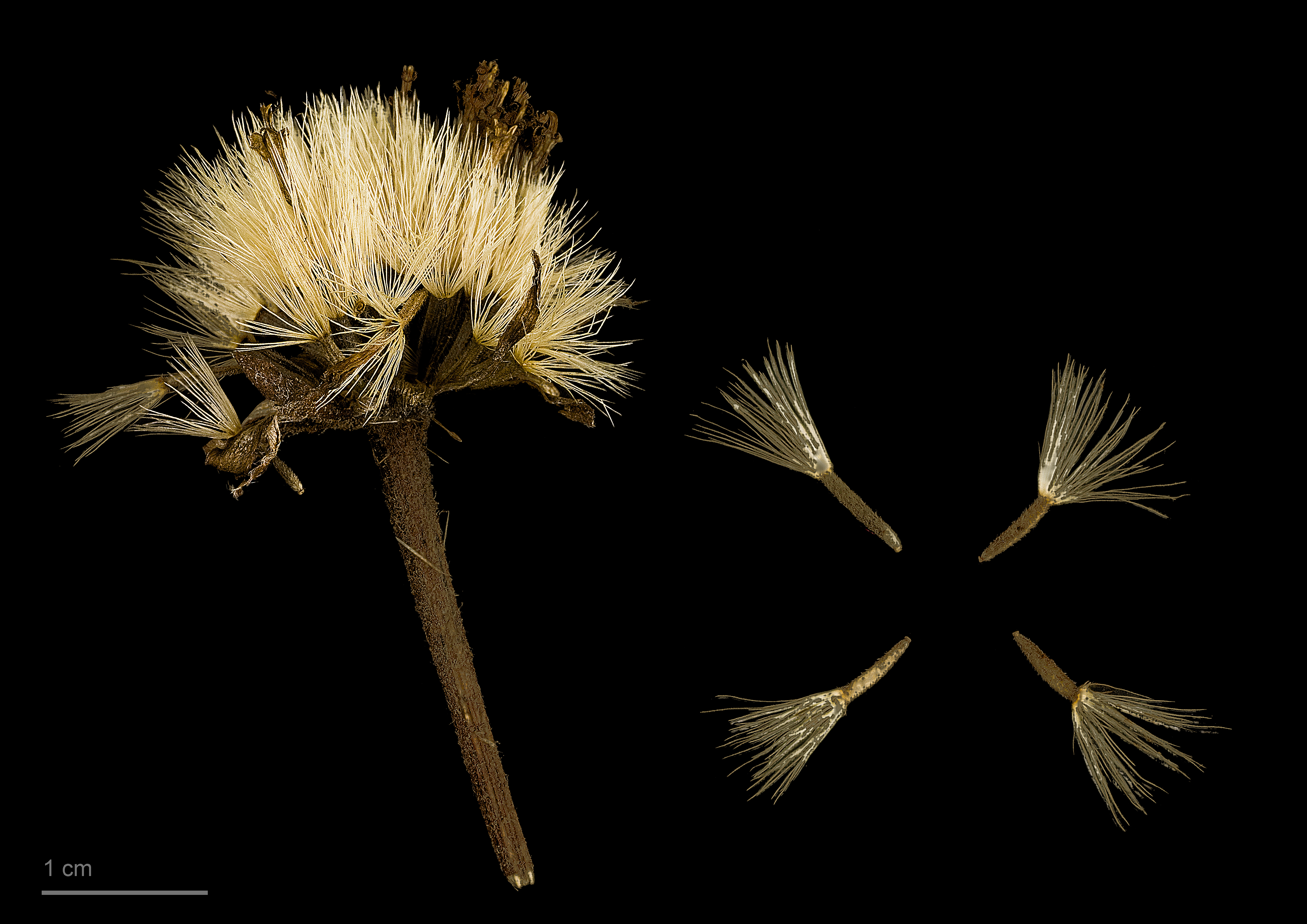
Arnica montana